# Johan Brisman
Johan Brisman, född 28 augusti 1783 i Valstads socken, Skaraborgs län, död 8 februari 1858 i Stockholm, var en svensk läkare. 
Brisman blev student vid Uppsala universitet 1803, medicine kandidat 1811, medicine licentiat 1813, medicine doktor med Jacob Åkerman som preses samma år och kirurgie magister samma år. Han var sjukhusläkare vid reservarmén mot Norge samma år, sjukhusläkare vid Allmänna garnisonssjukhuset i Stockholm 1815–1816, stadsfysikus i Sundsvalls stad 1816–1841 och därefter åter bosatt i Stockholm. Han är känd för sin roll i det Sagerska målet 1848.